# Йосиф Кривчев
Йосиф Кривчев e католически духовник, първият българин-конвентуалец.

## Биография
Йосиф Серафимов Кривчев е роден в село Балтаджии (днес кв. Секирово на град Раковски) на 30 януари 1899 г. 
На 10 август 1913 г. постъпва в Ордена на конвентуалците в Дедеагач, Гърция и посещава Константинополската семинария в същия град. След това е изпратен да продължи образованието си в Баньореджо, в Асизи и Рим, Италия. В Асизи завършва философия през 1919 г., а в Международния Серафимски колеж в Рим - теология. В колежа учи заедно с Максимилиан Колбе. На 6 август 1921 г. дава вечните си обети. През 1922 - 1923 г. следва в Папския източен институт. Ръкоположен за свещеник на 17 март 1923 г. в Латеранската базилика в Рим. По заповед на Генералния настоятел се връща в България и събира младежи, които желаят да встъпят в Ордена на конвентуалците.
Той е основател и директор на нисшата семинария за българи в Цариград открита към манастира на Ордена в Буюкдере, в Цариград (днес предградието Мегало Ревма в Истанбул). Семинарията е затворена през 1929 г. и семинаристите са прехвърлени в Италия, където завършват своето обучение в Бреша и Асизи.  Отец Кривчев остава в Буюкдере и служи като енорист до 1943 г. По това време поддържа връзка и има сърдечни отношения с архиепископ Анджело Джузепе Ронкали, Апостолически нунций в Турция.
След 1939 г. прави няколко опита римокатолическа енория в България да бъде преотстъпена на формиращия се в България Орден на конвентуалците, но нито капуцините от името на епископ Винкенти Пеев в Южна България, нито пасионистите от името на епископ Дамян Теелен от Северна България са склони да преотстъпят. Единствено екзарх Кирил Куртев дава съгласието си и отците Иван Гаджов и Недялко Романов са изпратени в източнокатолическата енория „Успение Богородично“ в село Покрован.
През 1943 г. е преместен в Дедеагач, но след войната той е принуден да напусне Гърция. Турските власти не му разрешават да остане в Буюкдере и той се прибира в България. Настоятелството на ордена решава да го прати като мисионер на остров Ява в Индонезия. Едва успява да се сдобие с паспорт и се кача на влака за Италия, но в същия влак пътуват епископ Иван Романов и епископ Евгений Босилков. Те го убеждават да остане в България и да поеме мисията в Царев Брод.
На 27 декември 1947 г. отец Кричев е назначен от епископ Евгений Босилков за енорийски свещеник в католическата църква „Скръбна Божия Майка“ в Царев брод, където служи до смъртта си на 31 август 1988 г. Изпълнява служвата на енорист и капелан към манастира. През свободното си време работи като градинар в болницата на селото. Погребан е в родното си място.